# Lee Joon-suk
Lee Joon-suk (kor. 이준석; * 4. April 2000) ist ein südkoreanischer Fußballspieler.

## Karriere
Lee Joon-suk erlernte das Fußballspielen in den Jugendmannschaften der Pohang Steelers und Incheon United. Bei Incheon unterschrieb er 2019 auch seinen ersten Profivertrag. Das Fußballfranchise aus Incheon spielte in der ersten südkoreanischen Liga, der K League 1. Sein Profidebüt gab er am 3. April 2019 im Heimspiel gegen den Daegu FC. Hier wurde er in der 70. Minute für Stefan Mugoša eingewechselt.